# Motipur
Motipur é um cidade no distrito de Muzaffarpur, no estado indiano de Bihar.

## Demografia
Segundo o censo de 2001, Motipur tinha uma população de 21.933 habitantes. Os indivíduos do sexo masculino constituem 53% da população e os do sexo feminino 47%. Motipur tem uma taxa de literacia de 43%, inferior à média nacional de 59,5%: a literacia no sexo masculino é de 52% e no sexo feminino é de 33%. Em Motipur, 19% da população está abaixo dos 6 anos de idade.